# Le verità nascoste (album)
Le verità nascoste è il terzo album in studio del rapper italiano Nesli, pubblicato il 30 marzo 2007 dalla Universal Music Group.

## Descrizione
Il disco ha rappresentato la prima pubblicazione dell'artista sotto una major ed è stato realizzato tra agosto e ottobre 2006, durante il quale Nesli ha assunto anche il ruolo di produttore.

## Tracce
1. Riot – 3:41
2. Nesli Park – 3:27
3. Mi familia – 3:15
4. Amici non ne ho – 4:22
5. Con me non ci parli mai (con Romina Falconi) – 4:16
6. In un soffio – 3:10
7. Come viene, viene – 4:37
8. Fratelli bandiera (con Fabri Fibra) – 5:17
9. Una malattia (con Paolo Severini) – 3:52
10. Tu non riesci a dire no – 4:16
11. Un giorno qualunque – 3:52
12. Tu non fai per me – 4:27
13. Ancora in piedi (con Paolo Severini) – 3:51
14. Come sei – 3:10
15. Slam – 2:40

## Classifiche
| Classifica (2007) | Posizione massima |
| ----------------- | ----------------- |
| Italia            | 48                |